# Love After War
Love After War è il quinto album del cantante R&B Robin Thicke, pubblicato il 6 dicembre 2011. Il primo singolo estratto dall'album è l'omonimo brano che dà il titolo all'album, pubblicato per il download digitale il 11 ottobre 2011. In Italia l'album è stato pubblicato dalla Universal Music il 15 febbraio 2012.
Il secondo singolo Pretty Lil' Heart vede la partecipazione del rapper Lil Wayne. L'album è stato registrato tra il 2010 e il 2011 a New York ed è composto da 17 tracce tutte composte da Thicke, che spaziano dall'R&B al soul classico che prende ispirazione da interpreti come Marvin Gaye e Michael McDonald.
La traccia Never Give Up, dedicata a suo figlio Julian Fuego, contiene un campionamento del brano del 1941 di José Pablo Moncayo Huapango.

## Tracce
Tutte le tracce sono scritte e composte da Robin Thicke, eccetto dove specificato
1. An Angel on Each Arm – 4:12
2. I'm an Animal – 4:05
3. Never Give Up (Robin Thicke, M. Garcia) – 2:37
4. The New Generation – 3:59
5. Love After War – 3:16
6. All Tied Up – 3:53
7. Pretty Lil' Heart (featuring Lil Wayne) – 3:35
8. Mission – 2:46
9. Tears on My Tuxedo – 5:14
10. Boring – 3:28
11. Lovely Lady – 2:05
12. Dangerous – 3:42
13. Full Time Believer (Robin Thicke, Bobby Keyes) – 4:03
14. I Don't Know How It Feels To Be U – 5:30
15. Cloud 9 (Robin Thicke, Bobby Keyes) – 2:57
16. The Lil' Things – 2:47
17. What Would I Be? – 3:23

### Deluxe Edition Bonus Track
1. Stupid Things – 4:54
2. Compass or Map – 3:55
3. We a Family – 3:35